# زاغیان درختی
زاغیان درختی (به انگلیسی: treepies) (همچنین به عنوان crypsirinines از زیرخانواده Crypsirininae شناخته می‌شود) که دربردارندۀ چهار سرده نزدیک از زاغی‌های درختی دم‌دراز (Crypsirina، Temnurus و Platysmurus) از گنجشک‌سانان خانواده کلاغان است. یازده گونه از زاغیان درختی وجود دارد. زاغیان درختی شبیه زاغی‌ها هستند. اکثر درختان سیاه، سفید، خاکستری یا قهوه‌ای هستند. آن‌ها در جنوب شرق آسیا یافت می‌شوند و در جنگل‌های استوایی زندگی می‌کنند. آنها به شدت درختی هستند و به ندرت برای تغذیه به زمین می‌آیند.

## گونه‌ها
به دنبال اریکسون و همکاران (2005)، زاغی سیاه با زاغیان درختان جای می‌گیرد:
| نگاره | سرده                             | گونه‌های زنده |
| ----- | -------------------------------- | --- |
|       | زاغ‌های خاور دور(Crypsirina)      | - زاغ درختی کلاه‌دار، Crypsirina cucullata - زاغ درختی دم‌پارویی، temia Crypsirina |
|       | زاغ‌های درختی دم‌دراز(Dendrocitta) | - زاغ درختی آندامان، Dendrocitta bayleyi - زاغ درختی بورنئو، Dendrocitta cinerascens - زاغ درختی خاکستری، Dendrocitta formosae - زاغ درختی صورت‌سیاه، Dendrocitta frontalis - زاغ درختی شکم‌سفید، Dendrocitta leucogastra - زاغ درختی سوماترا، Dendrocitta occipitalis - زاغ درختی حنایی، Dendrocitta vagabunda |
|       | Platysmurus                      | - زاغی سیاه مالایا، Platysmurus leucopterus - زاغی سیاه بورنئو، Platysmurus aterrimus |
|       | زاغ درختی دم‌دندانه‌ای (Temnurus)  | - زاغ درختی دم‌دندانه‌ای Temnurus temnurus |